# Język malajski wyspy Bacan
Język malajski wyspy Bacan lub język bacan (bahasa Bacan, bahasa Melayu Bacan) – język austronezyjski używany na wyspie Bacan w prowincji Moluki Północne w Indonezji, jeden z języków malajskich. Jest silnie odrębny od pozostałych języków prowincji, w regionie dominują bowiem języki papuaskie oraz daleko spokrewnione języki austronezyjskie.
W przeciwieństwie do innych języków malajskich ze wschodniej Indonezji nie jest używany jako lingua franca, ani nie wykazuje cech właściwych dla języków kontaktowych. Grupa etniczna Bacan to prawdopodobnie rodzima społeczność malajskojęzyczna, która kilka stuleci temu wyemigrowała z zachodniej części Archipelagu Malajskiego, zabierając ze sobą swój ojczysty język. Na przestrzeni wieków przeszedł wiele zmian pod wpływem innych języków regionu.
Przez dłuższy czas pozostawał bardzo słabo poznany, a zebrane dane lingwistyczne dotyczyły przede wszystkim leksyki. W jednej z pierwszych prac (1958) porównano jego morfologię z indonezyjską . Nie był bliżej badany podczas okresu kolonialnego, a obszerniejsze materiały ukazały się dopiero w latach 80. XX w. J.T. Collins prowadził szeroko zakrojone działania na rzecz dokumentacji tego języka. Zdołano przybliżyć historię rozwoju języka bacan oraz rozstrzygnąć jego klasyfikację  . Ostatecznie został opisany w postaci słownika z 2022 r., będącym pierwszą tego typu publikacją .

## Użycie
Posługuje się nim niewielka grupa etniczna Bacan (według danych szacunkowych licząca ok. 3500 osób). Do jego tradycyjnego obszaru zaliczono pięć miejscowości (Indomut, Awanggo, Amasing, Labuha i Mandawong) na wyspie Bacan. W atlasie językowym z 1996 r. podano, że służy jako lingua franca wysp Bacan, wraz z językiem indonezyjskim i malajskim Moluków Północnych (odmianą wyspy Ternate). W rzeczywistości posługuje się nim zasadniczo jedynie rdzenna ludność Bacan, dla której jest wyznacznikiem tożsamości etnicznej; osoby spoza tej grupy rzadko kiedy mają jakąkolwiek jego znajomość. Niektórzy migranci znają podstawy bacan (zwykle chodzi o ograniczony zbiór utartych wyrażeń). Z danych Ethnologue (wyd. 22) wynika, że pewni jego użytkownicy zamieszkują też wyspę Mandioli.
Ma niewielką społeczność użytkowników i jest zagrożony wymarciem. Pod koniec lat 50. XX wieku wciąż miał służyć do codziennych kontaktów wśród ludności Bacan i okolic. Wyd. 16 Ethnologue podawało jeszcze, że mówi nim 2500 osób (1991). W 1996 r. szacowano, że ma mniej niż 5000 użytkowników, mieszkańców kilku wsi. Publikacje Ethnologue (wyd. 22) i Language Policy in Superdiverse Indonesia (2020) informują, że posługuje się nim zaledwie sześć osób. Według publikacji Penelitian Bahasa di Maluku (2018) język ten jest używany przez ok. 5% populacji wyspy Bacan (liczącej ok. 90 tys. mieszkańców, w dużej mierze migrantów z innych zakątków kraju). Grupę wysp Bacan zamieszkują także użytkownicy papuaskich języków Halmahery (zwłaszcza ternate, galela i tobelo), języków z regionu południowo-wschodniego Sulawesi oraz dwóch języków makian (wschodniego i zachodniego).
Doszło do redukcji przekazu międzypokoleniowego i roli społecznej języka bacan. J.T. Collins stwierdził, że o ile wzrasta liczba osób identyfikujących się jako Bacan, to tylko niewielka ich część komunikuje się w tym języku. Według informacji z 2015 r. bacan jest preferowany jedynie przez osoby w wieku powyżej 40–50 lat; o ile władają nim również niektóre młodsze grupy wiekowe, to zazwyczaj nie posługują się nim w kontaktach między sobą. Wszyscy znają biegle malajski Moluków Północnych, który służy jako lingua franca regionu; w użyciu jest także narodowy język indonezyjski, a w pewnym zakresie również język ternate.
Starsze doniesienia sugerują, że na wyspie Obi był niegdyś używany język spokrewniony z bacan. Nie zachowały się jednak żadne ślady takiego języka, a rejon nadbrzeżny Obi został zasiedlony przez ludność napływową.

## Klasyfikacja i cechy
Bacan należy do grupy języków malajskich i bywa rozpatrywany jako dialekt języka malajskiego . Nie jest blisko spokrewniony z żadnym spośród rodzimych języków północnych Moluków (w regionie przeważają języki papuaskie oraz odległe języki austronezyjskie). Jednocześnie nie wykazuje ścisłego pokrewieństwa z językami kontaktowymi, które przyjęły się w różnych zakątkach Moluków (malajskim wyspy Ternate i malajskim ambońskim). W odróżnieniu od nich nie rozwinął się w roli lingua franca i nie jest powszechnie używany przez różne grupy etniczne; pod względem typologii również nie pasuje do profilu języka handlowego lub mieszanego. Co więcej, malajski wyspy Ternate i malajski wyspy Bacan są wzajemnie niezrozumiałe.
W wyniku analizy cech morfologii i innowacji słownikowych został powiązany z malajskim Brunei, a w dalszej kolejności z językiem banjar. Oznacza to, że wbrew swojej lokalizacji geograficznej – na Molukach w Indonezji wschodniej – jest spokrewniony z odmianami malajskiego występującymi w zachodniej części archipelagu. Reprezentuje wręcz stosunkowo archaiczną odmianę tego języka, o sporym zasobie cech, które zanikły w wielu innych odmianach malajskiego (lub w standardowym malajskim). Występują w nim chociażby starsze formy liczebników: tolu („trzy”, standardowe tiga), dulapang („osiem”, standardowe lapan/delapan), salapang („dziewięć”, standardowe sembilan). Zidentyfikowano też pewne zapożyczenia z języków tutong i dusun (używanych na wyspie Borneo). Niewielka część wyrazów i cech gramatycznych mogłaby sugerować pokrewieństwo między bacan a (niemalajskimi) językami taliabu i sula (z Moluków), ale dawne próby łączenia tych języków w jedną grupę okazały się niesłuszne.
Grupa etniczna Bacan mogła przyjąć ten język w drodze handlu korzennego bądź przybyć z zupełnie innego regionu językowego, zamieszkałego przez ludność malajską. Collins uważa, że jest to najbardziej wysunięta na wschód rodzima społeczność malajskojęzyczna, która ma swoje korzenie w zachodniej części archipelagu. Przypuszcza się, że przodkowie ludu Bacan wyemigrowali kilkaset lat temu z Borneo, utrzymując swój ojczysty język malajski (który pozostał w użyciu aż do XXI wieku). Złożoność jego morfologii wskazuje na to, że był przekazywany z pokolenia na pokolenie (tj. jako język ojczysty). Dodatkowo w obiegu językowym zachował się zasób przysłów malajskich. Fakt, że język bacan przetrwał do dziś, świadczy o wysokim poziomie lojalności językowej wśród członków społeczności Bacan (która przez znaczną część historii musiała liczyć nie więcej niż kilkaset osób). Nie oparł się jednak poważnym wpływom okolicznych języków, zarówno w zakresie słownictwa, jak i gramatyki. Niezależne zmiany, jakie nastąpiły w bacan i malajskim Brunei, doprowadziły do zatarcia śladów wspólnej genezy obu języków.
W okresie kolonialnym próbowano go łączyć z zupełnie innymi przedstawicielami rodziny austronezyjskiej (uważano, że jest spokrewniony z językiem sula oraz językami środkowego Celebesu), przy czym odnotowano jego domniemany „mieszany” charakter (mengtaal). Pojawiły się spekulacje głoszące, że został poddany „silnemu i długookresowemu wpływowi języka malajskiego”. W końcu inni autorzy (m.in. A. Adelaar i J.T. Collins) ustalili, że jest to w istocie reprezentant języków malajskich, aczkolwiek bardzo oddalony od tradycyjnego ich siedliska. Z perspektywy historycznej chodzi wręcz o dialekt malajskiego czy też pochodną (wariant) malajskiego Brunei. Collins wskazuje jednak, że w obliczu długotrwałego odizolowania geograficznego stał się właściwie samodzielnym językiem, z wpływami obcego otoczenia językowego.